# Codex Tischendorfianus IV

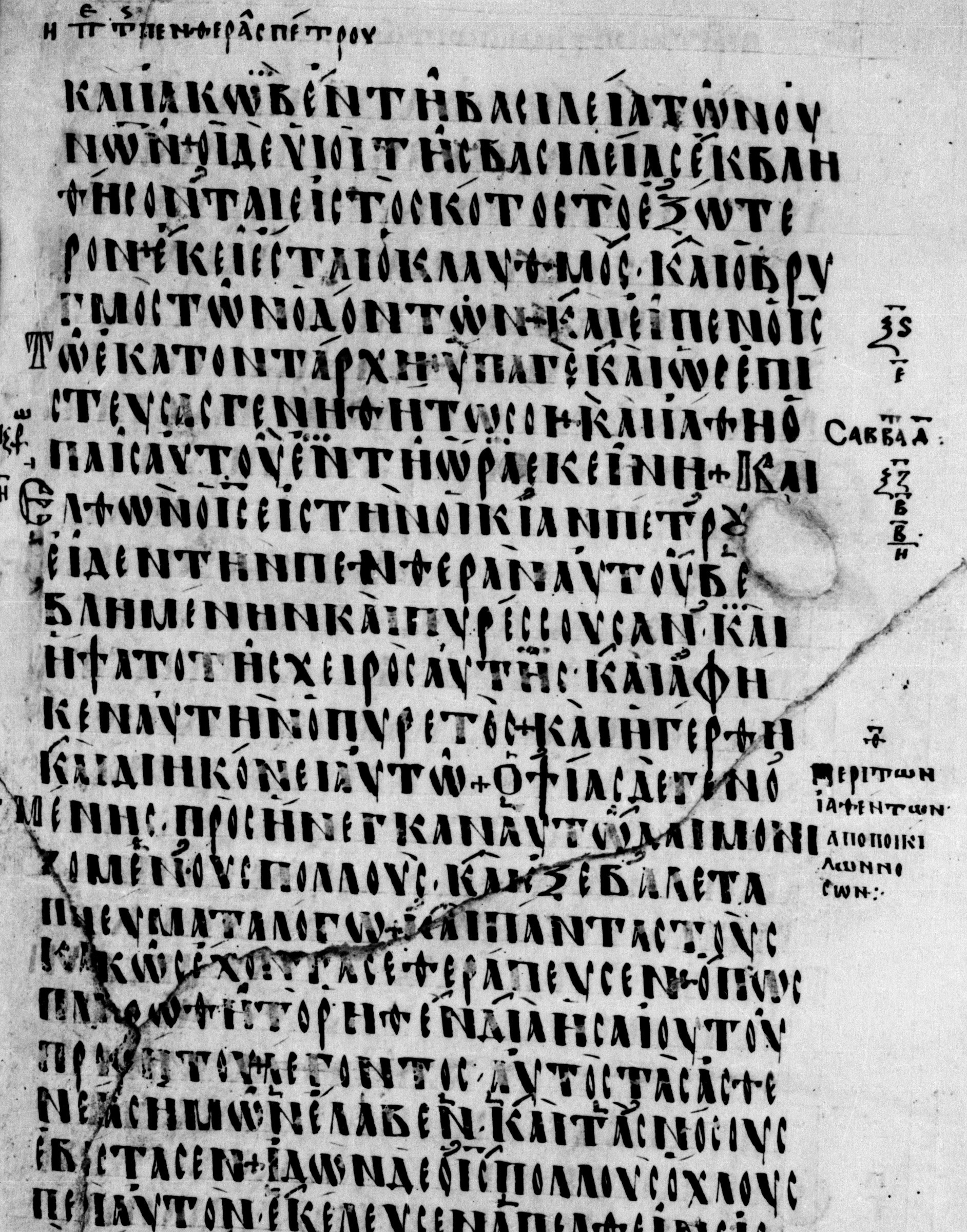
Codex Tischendorfianus IV Mt 8,11-18

El Codex Tischendorfianus IV (Oxford, Biblioteca Bodleiana (Auct. T. infr 2.2), Biblioteca Nacional Rusa (Gr. 33); Gregory-Aland no. Γ o 036; ε 26 (von Soden)) es un manuscrito uncial del siglo X. El códice contiene los cuatro Evangelios, con lagunas.

## Descripción
El códice consiste de un total de 257 folios de 30 x 23 cm. El texto está escrito en una sola columna por página, con entre 24 líneas por columna.
Lagunas
Evangelio de Mateo 5,31-6,16, 6,30-7,26, 8,27-9,6, 21,19-22,25; Evangelio de Marcos (3,34-6,21).
El texto griego de este códice es una representación del tipo textual bizantino. Kurt Aland lo ubicó en la Categoría V.